# MEPIS
MEPIS refererar till en samling GNU/Linuxdistributioner distribuerade som Live-CDs. Dessa kan sedan installeras till en hårddisk. Den populäraste av dessa distributioner är SimplyMEPIS. MEPISdistributioner är baserade på Debian, några av dem indirekt (exempelvis är SimplyMEPIS baserad på Ubuntu, som i sin tur är baserad på Debian). MEPISdistributionerna skapas av Warren Woodford.
Den kan antingen installeras till hårddisk eller användas som en Live-CD, vilket gör att den går att använda som en bootskiva för felsökning av många operativsystem. Den inkluderar en fri antivirusscanner vid namn ClamAV, och skrivbordsmiljön KDE.
SimplyMEPIS senaste version är 11.0 som släpptes 3 maj 2011.

## Historia
MEPIS designades som ett alternativ till SUSE Linux, Red Hat Linux och Mandriva Linux (tidigare Mandrake). Enligt skaparen Warren Woodfords åsikt var de här distributionerna för svåra för genomsnittsanvändaren. MEPIS första officiella utgåva kom 2003-05-10. År 2006 övergick MEPIS från att använda Debianpaket till att använda Ubuntupaket. SimplyMEPIS släpptes i juli 2006 och är den första versionen av MEPIS som använder Ubuntupaket samt Ubuntuförråd. 2007-08-01 meddelades att SimplyMEPIS kommer återvända till Debian.

## Distributioner
Den mest populära MEPISdistributionen är SimplyMEPIS. Den är utformad för datoranvändning till vardags (detta gäller skrivbords- och bärbara datorer). SOHOServerMEPIS är tänkt att vara en enkel kombination av arbetsstation/server för små hemmakontorer. MepisLite är en något avskalad version för äldre hårdvara. ProMepis är designad för programmerare och utvecklare. En sista distribution är ForensicMepis. Denna är tillgänglig endast för kvalificerade säkerhetsexperter.

## Namn
Enligt Woodford ska namnet MEPIS uttalas som "Memphis" med de extra bokstäverna borttagna, och ska inte uttalas. I grund och botten uttalas det "MEP-us" med ett kort "e" ("meppis"). Ursprungligen betydde ordet "MEPIS" ingenting speciellt. Det kom till av ett misstag när Woodford missförstod en vän via en dålig förbindelse på Skype. Woodford beslutade sig för att använda det då det var ett enkelt ord på fem bokstäver och det fanns inga produkter eller företag med det namnet.